# Shenzhen Airlines
Shenzhen Airlines Co., Ltd (xinès: 深圳航空) és una aerolínia xinesa amb seu a l'Aeroport Internacional de Shenzhen-Bao'an, a la província de Guangdong.
Amb una flota de més de 100 aeronaus de curt i mitjà abast (una barreja d'Airbus A320 i diversos tipus de Boeing 737), Shenzhen Airlines és la quarta aerolínia nacional de la Xina (després de China Southern Airlines, China Eastern i Air China).
Opera un total de 137 rutes des de més de 58 aeroports xinesos, a més a més de nou rutes internacionals. El 2010, la companyia transportà 16,5 milions de passatgers, un augment del 9% en comparació amb l'any anterior.
El 6 de juliol del 2011, Shenzhen Airlines fou acceptada formalment com a futur membre de l'aliança Star Alliance. La seva participació començà a finals del 2012. És el segon membre xinès de l'aliança després d'Air China.
L'agost de 2023 va operar el seu primer vol directe entre Shenzhen i Barcelona.